# Morti il 23 ottobre
| Questa pagina contiene informazioni ricavate automaticamente dalle voci biografiche con l'ausilio del template Bio e di un bot. L'aggiornamento è periodico e automatico e ricostruisce completamente la pagina. Se manca una persona in questa lista, sei pregato di non aggiungerla, ma accertati piuttosto che la sua voce biografica contenga il template Bio e che i dati anagrafici siano correttamente compilati. Se il template Bio manca, inseriscilo tu stesso o, in alternativa, metti l'avviso {{tmp\|Bio}} che ne segnala la mancanza. Se i dati riportati sono sbagliati, correggi direttamente la voce biografica; le modifiche saranno visibili in questa lista entro pochi giorni. Per chiarimenti vedi il progetto biografie. La lista contiene solo le 486 persone che sono citate nell'enciclopedia e per le quali è stato implementato correttamente il template Bio. Pagina aggiornata al 17 ago 2025. |

## I secolo a.C.(1)
- 42 a.C. - Marco Giunio Bruto, politico, oratore e filosofo romano

## VII secolo(1)
- 640 - Romano di Rouen, arcivescovo franco

## IX secolo(1)
- 877 - Ignazio I, vescovo e santo bizantino (n. 797)

## X secolo(3)
- 902 - Ibrahim II, emiro (n. 850)
- 930 - Daigo, imperatore giapponese (n. 885)
- 949 - Yōzei, imperatore giapponese (n. 869)

## XI secolo(3)
- 1012 - Arnolfo di Valenciennes, nobile fiammingo
- 1046 - Uta di Ballenstedt, nobildonna tedesca (n. 1000)
- 1095 - Enrico II di Laach, nobile tedesco

## XII secolo(2)
- 1134 - Allucio di Campugliano in Valdinievole, santo italiano (n. 1070)
- 1157 - Sweyn III di Danimarca, re danese (n. 1125)

## XIII secolo(3)
- 1237 - Muhammad Shah di Kedah, sovrano malese
- 1273 - Alice di Borgogna, francese (n. 1233)
- 1291 - Stefano di San Giorgio, letterato italiano

## XIV secolo(2)
- 1349 - Niccolò di Lira, francescano e teologo francese
- 1378 - Marta di Armagnac, nobile (n. 1347)

## XV secolo(4)
- 1447 - Beatrice d'Aviz, nobile portoghese (n. 1386)
- 1456 - Giovanni da Capestrano, religioso italiano (n. 1386)
- 1461 - Angelo Gambiglioni, giurista italiano
- 1469 - Thomas de Courcelles, cardinale e teologo francese (n. 1400)

## XVI secolo(12)
- 1505 - Giovannangelo Porro, religioso italiano (n. 1451)
- 1507 - Beltrán Yáñez de Oñaz y Loyola, nobile e militare spagnolo (n. 1439)
- 1508 - Diego Ramírez de Guzmán, vescovo cattolico spagnolo
- 1544 - Alfonso Oliva, arcivescovo cattolico italiano
- 1544 - Agostino da Mozzanica, pittore italiano
- 1546 - Peter Flötner, scultore, orafo e intagliatore tedesco (n. 1490)
- 1550 - Tiedemann Giese, vescovo cattolico e teologo polacco (n. 1480)
- 1557 - Muhammad al-Shaykh, sultano marocchino (n. 1490)
- 1588 - Juan Martínez de Recalde, ammiraglio spagnolo (n. 1540)
- 1591 - Alessandro I da Correggio, politico italiano (n. 1550)
- 1595 - Ludovico Gonzaga-Nevers, nobile italiano (n. 1539)
- 1600 - Ishida Masatsugu, militare giapponese

## XVII secolo(20)
- 1615 - Ascanio Vittozzi, architetto italiano (n. 1539)
- 1616 - Francesco Gonzaga, nobile italiano (n. 1577)
- 1621 - Frans van de Casteele, pittore e miniaturista fiammingo (n. 1540)
- 1629 - Anthony-Maria Browne, II visconte Montagu, nobile e politico inglese (n. 1574)
- 1632 - Il Cerano, pittore, scultore e architetto italiano (n. 1573)
- 1638 - Giovanni Ernesto di Sassonia-Eisenach, duca tedesco (n. 1566)
- 1642 - George Stewart, IX signore d'Aubigny, nobile scozzese (n. 1618)
- 1643 - Pietro Corsetto, vescovo cattolico italiano
- 1644 - Carlo Filago, organista e compositore italiano (n. 1589)
- 1645 - Siro da Correggio, nobile italiano (n. 1590)
- 1649 - Paolo Maruscelli, architetto italiano (n. 1594)
- 1658 - Thomas Pride, militare inglese
- 1668 - Giovanni Rovetta, presbitero e compositore italiano
- 1679 - Francesco Antonio Boscaroli, vescovo cattolico e teologo italiano (n. 1627)
- 1685 - Elizabeth Gaunt, inglese
- 1688 - Charles du Fresne, sieur du Cange, storico, linguista e filologo francese (n. 1610)
- 1689 - Charles Démia, presbitero francese (n. 1637)
- 1693 - Giacomo Lubrano, gesuita, poeta e scrittore italiano (n. 1619)
- 1694 - Vincenzo Gonzaga Doria, militare italiano (n. 1606)
- 1700 - Anna Maria Vittoria di Borbone-Condé, principessa francese (n. 1675)

## XVIII secolo(16)
- 1702 - Filippo Titi, abate e storico dell'arte italiano (n. 1639)
- 1706 - Jean Foy-Vaillant, numismatico e avvocato francese (n. 1632)
- 1714 - Philipp von Hörnigk, funzionario e economista tedesco (n. 1640)
- 1732 - Wriothesley Russell, III duca di Bedford, nobile britannico (n. 1708)
- 1736 - Tommaso Aldrovandini, pittore italiano (n. 1653)
- 1745 - Ludovico Gruno d'Assia-Homburg, generale e nobile tedesco (n. 1705)
- 1745 - Johann Alexander Döderlein, archeologo, meteorologo e numismatico tedesco (n. 1675)
- 1753 - Giuseppe Ginanni, naturalista italiano (n. 1692)
- 1760 - Domenico Zicari, arcivescovo cattolico italiano (n. 1690)
- 1764 - Pierre-Charles Roy, librettista francese (n. 1683)
- 1766 - Alessandro Macchiavelli, scrittore e storico italiano (n. 1693)
- 1768 - Jean-Baptiste Boudard, scultore francese (n. 1710)
- 1771 - Giovanni Andrea Balbi, vescovo cattolico dalmata (n. 1692)
- 1780 - John Mordaunt, generale e politico britannico (n. 1697)
- 1792 - Louis Joseph d'Albert d'Ailly, chimico e viaggiatore francese (n. 1741)
- 1799 - József Batthyány, cardinale e arcivescovo cattolico ungherese (n. 1727)

## XIX secolo(62)
- 1801 - Johann Gottlieb Naumann, compositore tedesco (n. 1741)
- 1804 - Giovanni Nani, vescovo cattolico italiano (n. 1727)
- 1806 - Carlo Luigi Buronzo del Signore, arcivescovo cattolico italiano (n. 1731)
- 1806 - Timothy Dexter, mercante statunitense (n. 1747)
- 1806 - Franz Seydelmann, compositore tedesco (n. 1748)
- 1813 - Corrado Maria Deodato Moncada, vescovo cattolico italiano (n. 1736)
- 1817 - Francesco Saverio Fabri, architetto italiano (n. 1761)
- 1817 - Antonio Lante Montefeltro della Rovere, cardinale italiano (n. 1737)
- 1821 - Franciszek Zabłocki, drammaturgo polacco (n. 1754)
- 1823 - Marcos Coelho Neto, compositore brasiliano (n. 1763)
- 1831 - Claude Étienne Delvincourt, giurista francese (n. 1762)
- 1833 - John Whitelocke, militare britannico (n. 1757)
- 1834 - Fath Ali Shah, sovrano persiano (n. 1772)
- 1834 - William Robert Spencer, nobile e poeta inglese (n. 1769)
- 1838 - Joseph Lancaster, pedagogo inglese (n. 1778)
- 1839 - Augusto Napoleone Hercolani, VI principe Hercolani, nobile italiano (n. 1821)
- 1842 - Domenico Corti, architetto italiano (n. 1783)
- 1847 - Pietro Paoletti, pittore italiano (n. 1801)
- 1848 - Juan Bautista Azopardo, corsaro e militare maltese (n. 1772)
- 1852 - Georg August Wallin, orientalista e esploratore finlandese (n. 1811)
- 1853 - Francesco Cempini, avvocato e politico italiano (n. 1775)
- 1855 - François-André Michaux, botanico e medico francese (n. 1770)
- 1858 - Gaudenzio Gautieri, funzionario e politico italiano (n. 1811)
- 1862 - Blanka Teleki, educatrice e attivista ungherese (n. 1806)
- 1866 - Nikolaj Nikolaevič Murav'ëv, generale e nobile russo (n. 1794)
- 1867 - Franz Bopp, filologo, linguista e orientalista tedesco (n. 1791)
- 1867 - Enrico Cairoli, patriota italiano (n. 1840)
- 1868 - Mariquita Sánchez, patriota e attivista argentina (n. 1786)
- 1869 - Camillo Casati, politico, militare e nobile italiano (n. 1805)
- 1869 - Edward Smith-Stanley, XIV conte di Derby, politico inglese (n. 1799)
- 1872 - Théophile Gautier, scrittore, poeta e giornalista francese (n. 1811)
- 1875 - Giacomo Filippo Gentile, vescovo cattolico italiano (n. 1809)
- 1876 - Paul Cabet, scultore francese (n. 1815)
- 1877 - Alexandru Papiu-Ilarian, giurista, storico e politico romeno (n. 1827)
- 1879 - Ermolao Rubieri, politico, scrittore e poeta italiano (n. 1818)
- 1880 - Bettino Ricasoli, nobile e politico italiano (n. 1809)
- 1881 - Carlo Arduini, patriota e storico italiano (n. 1815)
- 1882 - Johannes Theodor Reinhardt, naturalista danese (n. 1816)
- 1884 - Carlo Claudio Camillo Guarmani, viaggiatore italiano (n. 1828)
- 1886 - Ernesto Dentice di Frasso, politico italiano (n. 1825)
- 1887 - Robert Walter Stewart, pastore protestante scozzese (n. 1812)
- 1887 - Elihu B. Washburne, politico statunitense (n. 1816)
- 1889 - Marija Arkad'evna Vjazemskaja, nobildonna russa (n. 1819)
- 1890 - Ferdinand von Rayski, pittore tedesco (n. 1806)
- 1890 - Arnoldo Rèche, religioso francese (n. 1838)
- 1890 - Charles Verlat, pittore, docente e incisore belga (n. 1824)
- 1891 - Ambrogio di Optina, religioso e santo russo (n. 1812)
- 1892 - Abdyl Frashëri, politico, diplomatico e scrittore albanese (n. 1839)
- 1892 - James Innes-Ker, VII duca di Roxburghe, nobile scozzese (n. 1839)
- 1892 - Henri Michel Lavoix, numismatico e bibliotecario francese (n. 1820)
- 1892 - Emin Pascià, medico, naturalista e esploratore tedesco (n. 1840)
- 1893 - Luigi Guala, politico italiano (n. 1834)
- 1893 - Luigi Nazari di Calabiana, arcivescovo cattolico e politico italiano (n. 1808)
- 1894 - Francesco Gasco, politico e naturalista italiano (n. 1842)
- 1895 - John Beresford, V marchese di Waterford, politico irlandese (n. 1844)
- 1896 - Giuseppe Miraglia, politico e magistrato italiano (n. 1834)
- 1897 - Agnese di Anhalt, duchessa (n. 1824)
- 1897 - Ludwig Andreas Buchner, farmacologo tedesco (n. 1813)
- 1898 - Michele Stefano de Rossi, geofisico italiano (n. 1834)
- 1899 - Giacinto da Belmonte, monaco cristiano, presbitero e scrittore italiano (n. 1839)
- 1900 - Anton Oberbeck, fisico tedesco (n. 1846)
- 1900 - Josyf Sembratowicz, arcivescovo cattolico ucraino (n. 1821)

## XX secolo(224)
- 1901 - Gioacchino Giuseppe Napoleone Murat, generale e nobile francese (n. 1834)
- 1902 - Alfonso Cossa, chimico italiano (n. 1833)
- 1904 - Guglielmo Felice Damiani, poeta e critico letterario italiano (n. 1875)
- 1904 - Emilia Dilke, scrittrice, storica dell'arte e sindacalista britannica (n. 1840)
- 1904 - Samuel Washington Woodhouse, chirurgo, esploratore e naturalista statunitense (n. 1821)
- 1905 - Émile Oustalet, ornitologo francese (n. 1844)
- 1905 - Camille de La Forgue de Bellegarde, militare e cavaliere francese (n. 1841)
- 1906 - Ferdinand Chaigneau, pittore francese (n. 1830)
- 1906 - Vladimir Vasil'evič Stasov, critico d'arte e critico musicale russo (n. 1824)
- 1910 - Chulalongkorn, sovrano siamese (n. 1853)
- 1910 - Maa el Ainin, mistico e politico sahrāwī (n. 1831)
- 1910 - Carlo Malagola, storico italiano (n. 1855)
- 1911 - William Onslow, IV conte di Onslow, politico inglese (n. 1853)
- 1913 - Edwin Klebs, patologo tedesco (n. 1834)
- 1914 - José Evaristo Uriburu, politico e avvocato argentino (n. 1831)
- 1914 - Francis Heron, calciatore inglese (n. 1853)
- 1915 - Filippo Corridoni, politico e giornalista italiano (n. 1887)
- 1915 - William Gilbert Grace, crickettista britannico (n. 1848)
- 1916 - Joseph Beecham, dirigente d'azienda, imprenditore e politico britannico (n. 1848)
- 1917 - Eugène Grasset, pittore, incisore e pubblicitario francese (n. 1841)
- 1918 - John H. Collins, regista e sceneggiatore statunitense (n. 1889)
- 1918 - Achille Graziani, archeologo italiano (n. 1839)
- 1918 - Giovanni Rabizzani, scrittore, poeta e traduttore italiano (n. 1884)
- 1918 - Leopoldo Torlonia, politico italiano (n. 1853)
- 1920 - Anton Weichselbaum, patologo e batteriologo austriaco (n. 1845)
- 1921 - Natalie Curtis, etnomusicologa statunitense (n. 1875)
- 1921 - John Boyd Dunlop, inventore e chirurgo britannico (n. 1840)
- 1923 - Luigi Contratti, scultore italiano (n. 1868)
- 1924 - Malvina Cavallazzi, ballerina italiana (n. 1852)
- 1926 - Olympia Brown, pastora protestante e attivista statunitense (n. 1835)
- 1927 - Bernát Alexander, filosofo e scrittore ungherese (n. 1850)
- 1927 - Joseph Dickman, generale statunitense (n. 1857)
- 1928 - Felix Becker, storico dell'arte e lessicografo tedesco (n. 1864)
- 1929 - Henri Piazza, editore, traduttore e poeta italiano (n. 1861)
- 1930 - Joe Aiello, mafioso italiano (n. 1890)
- 1930 - Eligio Ayala, politico paraguaiano (n. 1879)
- 1930 - Vicente Casanova y Marzol, cardinale e arcivescovo cattolico spagnolo (n. 1854)
- 1930 - Ivan Jakovlevič Jakovlev, linguista, pedagogo e traduttore russo (n. 1848)
- 1930 - Pierre-Marie Termier, geologo francese (n. 1859)
- 1931 - William Keay, calciatore, dirigente sportivo e arbitro di calcio scozzese (n. 1832)
- 1932 - Filippo Castelli, pittore e decoratore italiano (n. 1859)
- 1932 - Teodoro Cutolo, imprenditore italiano (n. 1862)
- 1932 - Daniel Hernández Morillo, pittore peruviano (n. 1856)
- 1933 - Johannes Baptiste Olaf Fallize, vescovo cattolico e politico lussemburghese (n. 1844)
- 1933 - Orville Harrold, tenore statunitense (n. 1877)
- 1934 - Billy Brennagh, giocatore di lacrosse canadese (n. 1877)
- 1934 - Gelasio Caetani, diplomatico e politico italiano (n. 1877)
- 1934 - Luigi Cerutti, presbitero italiano (n. 1865)
- 1935 - Charles Demuth, pittore statunitense (n. 1883)
- 1935 - Ettore Marchiafava, medico italiano (n. 1847)
- 1936 - Giuseppe Maria Roberti, teologo italiano (n. 1869)
- 1937 - Gavril Buciușcan, politico moldavo (n. 1889)
- 1937 - Giovanni Battista Manzella, presbitero e scrittore italiano (n. 1855)
- 1937 - Mychajlo Semenko, poeta ucraino (n. 1892)
- 1938 - Jean-Guy Gautier, rugbista a 15 e velocista francese (n. 1875)
- 1939 - Georg Drescher, pistard tedesco (n. 1870)
- 1939 - Zane Grey, scrittore statunitense (n. 1872)
- 1940 - Ignacio Antinori, mafioso italiano (n. 1885)
- 1940 - George Bruce Cortelyou, politico statunitense (n. 1862)
- 1941 - Louis-Joseph-Arthur Melanson, arcivescovo cattolico canadese (n. 1879)
- 1942 - Orazio Cipriani, giornalista e banchiere italiano (n. 1875)
- 1942 - Ralph Rainger, compositore e pianista statunitense (n. 1901)
- 1942 - Antonio Trevigni, aviatore e militare italiano (n. 1917)
- 1943 - Augusto Capon, ammiraglio italiano (n. 1872)
- 1943 - Giuseppe Francesco Ferrari, generale italiano (n. 1865)
- 1943 - Franceska Mann, ballerina polacca (n. 1917)
- 1943 - Ermanno Loevinson, storico e archivista tedesco (n. 1863)
- 1943 - Fredericka Douglass Sprague Perry, attivista e filantropa statunitense (n. 1872)
- 1944 - Charles Glover Barkla, fisico britannico (n. 1877)
- 1944 - Mario Betto, anarchico e partigiano italiano (n. 1909)
- 1944 - Arthur Blake, mezzofondista e maratoneta statunitense (n. 1872)
- 1944 - Hana Brady, cecoslovacca (n. 1931)
- 1944 - Pasquale Educ, partigiano italiano (n. 1927)
- 1944 - Henry Field, lunghista statunitense (n. 1878)
- 1944 - Walter Marienfeld, militare e aviatore tedesco (n. 1904)
- 1944 - Giorgio Ravaz, partigiano italiano (n. 1923)
- 1945 - Pierre Ceresole, pacifista svizzero (n. 1879)
- 1945 - William Miller, storico inglese (n. 1864)
- 1945 - Oscar Taelman, canottiere belga (n. 1877)
- 1945 - Herbert Yost, attore statunitense (n. 1879)
- 1946 - Francesco Carandini, storico e poeta italiano (n. 1858)
- 1946 - Ernest Thompson Seton, saggista, naturalista e disegnatore britannico (n. 1860)
- 1947 - Sigurd Christiansen, scrittore e drammaturgo norvegese (n. 1891)
- 1948 - Giovanni Battista Marziali, avvocato, prefetto e militare italiano (n. 1895)
- 1949 - Michele Mancuso, scrittore italiano (n. 1892)
- 1949 - Giuseppe Mario Marsigliani, politico italiano (n. 1885)
- 1950 - Tommaso Arnoni, avvocato e politico italiano (n. 1877)
- 1950 - Al Jolson, cantante, attore e compositore russo (n. 1886)
- 1950 - Ernest Edward Kellett, scrittore inglese (n. 1864)
- 1950 - Alfredo Proia, giornalista, produttore cinematografico e politico italiano (n. 1890)
- 1950 - Harald Schønfeldt, calciatore norvegese (n. 1896)
- 1951 - Ernesto La Polla, militare e aviatore italiano (n. 1872)
- 1951 - Luciano Neroni, basso italiano (n. 1909)
- 1951 - Fernando Poe, attore, regista e produttore cinematografico filippino (n. 1916)
- 1952 - Orazio Amato, pittore e politico italiano (n. 1884)
- 1952 - Susan Peters, attrice statunitense (n. 1921)
- 1952 - Carlo Alberto Viazzi, militare italiano (n. 1895)
- 1953 - Herbert Blaché, regista, produttore cinematografico e sceneggiatore britannico (n. 1882)
- 1953 - Carlo Schanzer, politico italiano (n. 1865)
- 1954 - Tomás Carreras Artau, filosofo, etnologo e politico spagnolo (n. 1879)
- 1955 - Romana Rompato, poetessa italiana (n. 1884)
- 1956 - Antonio Armino, politico e sindacalista italiano (n. 1901)
- 1956 - August Kubizek, direttore d'orchestra e scrittore austriaco (n. 1888)
- 1957 - Solomon Farley Acree, chimico statunitense (n. 1875)
- 1957 - Frederick Burton, attore statunitense (n. 1871)
- 1957 - Gioacchino De Angelis d'Ossat, geologo e paleontologo italiano (n. 1865)
- 1957 - Armando Fresa, politico e ingegnere italiano (n. 1893)
- 1958 - Erich Köhler, politico tedesco (n. 1892)
- 1958 - Edgardo Pomini, schermidore argentino (n. 1917)
- 1959 - Sergej Agababov, compositore armeno (n. 1926)
- 1959 - Gerda Lundequist, attrice svedese (n. 1871)
- 1960 - Bonaventura Somma, compositore italiano (n. 1893)
- 1961 - Aymo Maggi, pilota automobilistico italiano (n. 1903)
- 1961 - Vincenzo Orlandini, arbitro di calcio italiano (n. 1910)
- 1961 - Paolino Pellanda, politico italiano (n. 1887)
- 1962 - Jean Toulout, attore, regista e sceneggiatore francese (n. 1887)
- 1964 - Frank Luther Mott, storico e giornalista statunitense (n. 1886)
- 1964 - Jo Swerling, drammaturgo, paroliere e sceneggiatore statunitense (n. 1893)
- 1965 - Giovanni Varda, militare italiano (n. 1884)
- 1966 - Eugenio Bava, scenografo, scultore e direttore della fotografia italiano (n. 1886)
- 1966 - Vincenzo Marmorale, filologo classico, poeta e scrittore italiano (n. 1901)
- 1966 - Claire McDowell, attrice statunitense (n. 1877)
- 1966 - Guido Natoli, politico italiano (n. 1893)
- 1967 - Antonio Ciamarra, militare italiano (n. 1891)
- 1967 - Einar Karlsson, calciatore svedese (n. 1909)
- 1967 - Emanuele Zuccato, scrittore italiano (n. 1899)
- 1968 - Enrico Marone Cinzano, imprenditore e dirigente sportivo italiano (n. 1895)
- 1968 - Jackie Goldsmith, cestista statunitense (n. 1921)
- 1968 - Renato Sandalli, generale e politico italiano (n. 1897)
- 1968 - Theodore Tylor, avvocato e scacchista britannico (n. 1900)
- 1968 - Naima Wifstrand, attrice svedese (n. 1890)
- 1969 - Guido Maffiotti, compositore, clavicembalista e organista italiano (n. 1895)
- 1969 - Jack Underman, cestista statunitense (n. 1925)
- 1972 - Rinus van den Berge, velocista olandese (n. 1900)
- 1972 - Dave Simmonds, pilota motociclistico britannico (n. 1939)
- 1973 - Giuseppe Quattrone, politico italiano (n. 1899)
- 1973 - Camillo Rosso, generale italiano (n. 1882)
- 1973 - Claire Windsor, attrice statunitense (n. 1892)
- 1974 - Antonio Bernacchi, calciatore e allenatore di calcio italiano (n. 1910)
- 1974 - Aleksandr Orlov, attore sovietico (n. 1889)
- 1974 - Luigi Paterlini, velocista e ostacolista italiano (n. 1923)
- 1974 - Egon Zill, ufficiale tedesco (n. 1906)
- 1975 - Ugo Angelilli, politico italiano (n. 1897)
- 1975 - Joseph De Craecker, schermidore belga (n. 1891)
- 1975 - Leonora Lafayette, soprano statunitense (n. 1926)
- 1975 - Michał Matyas, allenatore di calcio e calciatore polacco (n. 1910)
- 1975 - Luigi Soffrido, calciatore e allenatore di calcio italiano (n. 1921)
- 1976 - Horacio Muñoz, calciatore cileno (n. 1905)
- 1977 - Franco Anelli, naturalista, geologo e speleologo italiano (n. 1899)
- 1978 - Maybelle Carter, artista statunitense (n. 1909)
- 1978 - Roman Petrovič Romanov, principe russo (n. 1896)
- 1978 - Vic Woodley, calciatore inglese (n. 1910)
- 1979 - Carlo Abarth, imprenditore austriaco (n. 1908)
- 1979 - Antonio Caggiano, cardinale e arcivescovo cattolico argentino (n. 1889)
- 1979 - Hans Kinzl, geografo, esploratore e alpinista austriaco (n. 1899)
- 1979 - Clarence Newton, pugile canadese (n. 1899)
- 1980 - Gustav Krukenberg, generale tedesco (n. 1888)
- 1980 - José Muguerza, calciatore e allenatore di calcio spagnolo (n. 1911)
- 1981 - Arduino Angelucci, artista italiano (n. 1901)
- 1981 - Reg Butler, scultore inglese (n. 1913)
- 1981 - Raffaele Mastellari, arbitro di calcio italiano (n. 1904)
- 1981 - Umberto Ridi, ostacolista italiano (n. 1913)
- 1981 - Quinto Rosso, calciatore italiano (n. 1905)
- 1982 - Oscar Comazzi, imprenditore italiano (n. 1910)
- 1982 - Il'ja Michajlovič Lifšic, fisico sovietico (n. 1917)
- 1982 - Gary Suiter, cestista statunitense (n. 1945)
- 1983 - Luciano Cirri, critico teatrale e giornalista italiano (n. 1931)
- 1983 - François de Selys Longchamps, diplomatico belga (n. 1910)
- 1984 - Gino Baratta, critico d'arte e critico letterario italiano (n. 1932)
- 1984 - Marcel Brion, scrittore, critico letterario e storico dell'arte francese (n. 1895)
- 1984 - Millard Caldwell, politico statunitense (n. 1897)
- 1984 - Oskar Werner, attore austriaco (n. 1922)
- 1985 - Severino Bolognesi, politico italiano (n. 1895)
- 1986 - Edward Adelbert Doisy, biochimico statunitense (n. 1893)
- 1986 - Jérôme Dufromont, ciclista su strada belga (n. 1913)
- 1987 - Henri Arnaudeau, calciatore francese (n. 1922)
- 1987 - Della H. Raney, infermiera statunitense (n. 1912)
- 1987 - Jimmy Mullen, calciatore inglese (n. 1923)
- 1987 - Alejandro Scopelli, allenatore di calcio e calciatore argentino (n. 1908)
- 1988 - André Neher, teologo e filosofo israeliano (n. 1914)
- 1989 - Paride Pedretti, calciatore italiano (n. 1905)
- 1990 - Alberto Delfrati, allenatore di calcio e calciatore italiano (n. 1924)
- 1990 - Berthold Lubetkin, architetto georgiano (n. 1901)
- 1990 - Dave Murray, sciatore alpino canadese (n. 1953)
- 1990 - Thomas Williams, scrittore statunitense (n. 1926)
- 1991 - Gino Peguri, compositore e arrangiatore italiano (n. 1923)
- 1991 - Cord von Restorff, scrittore tedesco (n. 1925)
- 1991 - Július Torma, pugile ungherese (n. 1922)
- 1992 - Banine, scrittrice francese (n. 1905)
- 1992 - Dorothy Dunbar, attrice e socialite statunitense (n. 1902)
- 1992 - Ernst Hartmann, medico e scrittore tedesco (n. 1915)
- 1993 - Italo Becchetti, politico italiano (n. 1931)
- 1993 - Renato Bianconi, editore italiano (n. 1928)
- 1993 - Friedrich Dickel, politico e generale tedesco (n. 1913)
- 1993 - Elena Nicolai, mezzosoprano e attrice bulgara (n. 1905)
- 1994 - Robert Lansing, attore statunitense (n. 1928)
- 1994 - Somen Banerjee, imprenditore statunitense (n. 1946)
- 1995 - Giuseppe Longo, giornalista e scrittore italiano (n. 1910)
- 1995 - Alfredo Pascazi, pittore e scultore italiano (n. 1926)
- 1996 - Benedetto Del Castillo, politico e avvocato italiano (n. 1922)
- 1996 - Giuseppe Turcato, partigiano, politico e saggista italiano (n. 1913)
- 1997 - Claire Falkenstein, artista statunitense (n. 1908)
- 1997 - Barbara Goette, insegnante tedesca (n. 1908)
- 1997 - Bert Haanstra, regista, etologo e fotografo olandese (n. 1916)
- 1997 - Pinchas Lapide, diplomatico, teologo e storico delle religioni austriaco (n. 1922)
- 1997 - Alfredo Ramos dos Santos, calciatore brasiliano (n. 1920)
- 1998 - Noel Carroll, mezzofondista irlandese (n. 1941)
- 1998 - Christopher Gable, ballerino, coreografo e attore britannico (n. 1940)
- 1998 - Giuseppe Madini, calciatore e allenatore di calcio italiano (n. 1923)
- 1998 - Luigi Pelliccioli, mezzofondista italiano (n. 1922)
- 1998 - Zangeres Zonder Naam, cantante olandese (n. 1919)
- 1999 - Maddalena Cerasuolo, patriota, antifascista e operaia italiana (n. 1920)
- 1999 - András Hegedüs, politico e sociologo ungherese (n. 1922)
- 1999 - Robert Marichal, paleografo, latinista e bibliotecario francese (n. 1904)
- 1999 - Gertrud Meyer, ginnasta tedesca (n. 1914)
- 1999 - Antonino Occhipinti, politico italiano (n. 1919)
- 1999 - Luciano Soprani, stilista italiano (n. 1946)
- 2000 - Hans Ertl, alpinista, regista e scrittore tedesco (n. 1908)
- 2000 - Georg Hees, traduttore tedesco (n. 1920)
- 2000 - Doug Millward, allenatore di calcio e calciatore inglese (n. 1931)
- 2000 - Silvio Noto, attore, doppiatore e personaggio televisivo italiano (n. 1925)
- 2000 - Giancarlo Susini, storico italiano (n. 1927)
- 2000 - Nils Täpp, fondista svedese (n. 1917)
- 2000 - Yokozuna, wrestler statunitense (n. 1966)

## XXI secolo(132)
- 2001 - Ken Aston, arbitro di calcio britannico (n. 1915)
- 2002 - Adolph Green, sceneggiatore, librettista e commediografo statunitense (n. 1914)
- 2002 - Marianne Hoppe, attrice tedesca (n. 1909)
- 2002 - Nathan Juran, scenografo e regista austriaco (n. 1907)
- 2003 - Bruno Beneck, giornalista, regista e dirigente sportivo italiano (n. 1915)
- 2003 - Mario Cipriani, attore italiano (n. 1926)
- 2003 - Nicolò Dallaporta, astrofisico italiano (n. 1910)
- 2003 - Ivan Dmitriev, attore sovietico (n. 1915)
- 2003 - Kevin Magee, cestista statunitense (n. 1959)
- 2003 - Song Meiling, first lady cinese (n. 1898)
- 2003 - Eraldo Volontè, sassofonista italiano (n. 1918)
- 2004 - Giuseppe Degennaro, imprenditore e politico italiano (n. 1940)
- 2004 - Gian Alberto Dell'Acqua, critico d'arte e storico dell'arte italiano (n. 1909)
- 2004 - Carlo Gambarotta, arbitro di calcio italiano (n. 1919)
- 2004 - Robert Merrill, baritono statunitense (n. 1917)
- 2004 - Bill Nicholson, calciatore e allenatore di calcio inglese (n. 1919)
- 2004 - George Silk, giornalista e fotografo neozelandese (n. 1916)
- 2005 - Teresilla Barillà, religiosa italiana (n. 1943)
- 2005 - John Fraser Muth, economista statunitense (n. 1930)
- 2005 - William Hootkins, attore statunitense (n. 1948)
- 2005 - Jaime del Burgo Torres, bibliografo e storico spagnolo (n. 1912)
- 2006 - Fausto Balilla Albani, aviatore e militare italiano (n. 1917)
- 2006 - Giovanni De Stefanis, ciclista su strada italiano (n. 1915)
- 2006 - Elsa Molè, politica italiana (n. 1912)
- 2006 - Eugène N'Jo Léa, calciatore francese (n. 1931)
- 2007 - Pär Bengtsson, calciatore svedese (n. 1922)
- 2007 - Gianni Guadalupi, scrittore, traduttore e saggista italiano (n. 1943)
- 2007 - Ken Hodgson, calciatore inglese (n. 1942)
- 2007 - Charlie McCully, calciatore scozzese (n. 1947)
- 2007 - Orlando Pucci, partigiano e sindacalista italiano (n. 1925)
- 2007 - Ursula Vaughan Williams, poetessa, scrittrice e biografa inglese (n. 1911)
- 2008 - Gianluigi Braschi, produttore cinematografico italiano (n. 1963)
- 2008 - Osvaldo Castellan, ciclista su strada italiano (n. 1951)
- 2008 - Kevin Finnegan, pugile britannico (n. 1948)
- 2008 - Rosario La Duca, storico dell'arte italiano (n. 1923)
- 2008 - Roberto Malaroda, geologo e paleontologo italiano (n. 1921)
- 2008 - Ivo Pukanić, giornalista e editore croato (n. 1961)
- 2009 - Lou Jacobi, attore canadese (n. 1913)
- 2009 - Collins Mbulo, calciatore zambiano (n. 1971)
- 2009 - Michel Motti, fumettista e illustratore francese (n. 1934)
- 2009 - Ron Sobieszczyk, cestista e allenatore di pallacanestro statunitense (n. 1934)
- 2009 - Guido Zurli, regista italiano (n. 1929)
- 2010 - Vince Banonis, giocatore di football americano statunitense (n. 1921)
- 2010 - Francis Crippen, nuotatore statunitense (n. 1984)
- 2010 - Stefano Gaggero, ciclista su strada italiano (n. 1927)
- 2010 - Lennart Johansson, hockeista su ghiaccio svedese (n. 1941)
- 2010 - David Thompson, politico barbadiano (n. 1961)
- 2010 - Irmingarda di Baviera, principessa tedesca (n. 1923)
- 2011 - Vittorio Baccelli, scrittore italiano (n. 1941)
- 2011 - Franco Berdini, pittore e scultore italiano (n. 1941)
- 2011 - Winston Griffiths, calciatore giamaicano (n. 1978)
- 2011 - Herbert A. Hauptman, matematico, chimico e cristallografo statunitense (n. 1917)
- 2011 - Bronislovas Lubys, politico lituano (n. 1938)
- 2011 - Ivar Oddone, medico e partigiano italiano (n. 1923)
- 2011 - Marco Simoncelli, pilota motociclistico italiano (n. 1987)
- 2011 - Jeanne Van Kesteren, giavellottista e cestista belga (n. 1907)
- 2012 - Wilhelm Brasse, fotografo polacco (n. 1917)
- 2012 - Corrado Lojacono, cantante, attore e compositore italiano (n. 1924)
- 2013 - Wes Bialosuknia, cestista statunitense (n. 1945)
- 2013 - Anthony Caro, scultore britannico (n. 1924)
- 2013 - Sandra Frizzera, scrittrice e giornalista italiana (n. 1924)
- 2013 - Silvio Graziadio Cusin, psicoanalista italiano (n. 1922)
- 2013 - Barnaba Hechich, presbitero italiano (n. 1924)
- 2013 - Ene-Lille Kitsing, cestista sovietica (n. 1934)
- 2013 - Ettore Perego, ginnasta italiano (n. 1913)
- 2013 - Renzo Righetti, arbitro di calcio e dirigente sportivo italiano (n. 1930)
- 2013 - Ferdinando Schettino, politico e saggista italiano (n. 1941)
- 2013 - Esteban Siller, doppiatore messicano (n. 1931)
- 2013 - Manfred Zucker, compositore di scacchi tedesco (n. 1938)
- 2014 - Tullio Regge, fisico e matematico italiano (n. 1931)
- 2014 - Davide Rota, scrittore e attore italiano (n. 1959)
- 2014 - Raleigh Trevelyan, scrittore inglese (n. 1923)
- 2014 - Lorenzo Valditara, generale italiano (n. 1921)
- 2015 - Murphy Anderson, fumettista statunitense (n. 1926)
- 2015 - Krunoslav Hulak, scacchista croato (n. 1951)
- 2015 - Roar Johansen, calciatore norvegese (n. 1935)
- 2015 - Raf Montrasio, chitarrista italiano (n. 1929)
- 2015 - Jim Roberts, allenatore di hockey su ghiaccio e hockeista su ghiaccio canadese (n. 1940)
- 2015 - Beatrice Solinas Donghi, scrittrice e saggista italiana (n. 1923)
- 2015 - Paride Tumburus, calciatore e allenatore di calcio italiano (n. 1939)
- 2016 - Pete Burns, cantante, musicista e personaggio televisivo britannico (n. 1959)
- 2016 - Tom Hayden, attivista, politico e saggista statunitense (n. 1939)
- 2016 - Khalifa bin Hamad Al Thani, sovrano qatariota (n. 1932)
- 2016 - Venera Mannanova, sollevatrice russa (n. 1973)
- 2016 - Wim van der Voort, pattinatore di velocità su ghiaccio olandese (n. 1923)
- 2017 - Corrado Böhm, matematico e informatico italiano (n. 1923)
- 2017 - Pëtr Gorelikov, velista sovietico (n. 1931)
- 2017 - Walter Lassally, direttore della fotografia tedesco (n. 1926)
- 2017 - George Young, produttore discografico e bassista scozzese (n. 1946)
- 2018 - Gastone Angelin, politico e partigiano italiano (n. 1930)
- 2018 - Eladio Benítez, calciatore uruguaiano (n. 1939)
- 2018 - Daniel Contet, tennista francese (n. 1943)
- 2018 - Atilio Fruet, cestista argentino (n. 1941)
- 2018 - James Karen, attore statunitense (n. 1923)
- 2018 - Gianni La Commare, cantante italiano (n. 1937)
- 2018 - Nicola Lapenta, politico e avvocato italiano (n. 1926)
- 2018 - Corrado Perli, calciatore italiano (n. 1935)
- 2018 - Alojz Rebula, scrittore e traduttore italiano (n. 1924)
- 2018 - Todd Reid, tennista australiano (n. 1984)
- 2018 - Roberto Renzi, fumettista, scrittore e giornalista italiano (n. 1923)
- 2019 - Harvey Dubner, ingegnere e matematico statunitense (n. 1928)
- 2019 - Roberta Fiorentini, attrice italiana (n. 1948)
- 2019 - Fides Romanin, fondista italiana (n. 1934)
- 2019 - Hansheinz Schneeberger, violinista e insegnante svizzero (n. 1926)
- 2019 - Francis Tresham, autore di giochi britannico (n. 1936)
- 2020 - David Barnes, velista neozelandese (n. 1958)
- 2020 - Maria Grazia Bon, attrice italiana (n. 1943)
- 2020 - Giusi La Ganga, politico italiano (n. 1948)
- 2020 - Lenard Lakofka, autore di giochi statunitense (n. 1944)
- 2020 - Ming Cho Lee, scenografo cinese (n. 1930)
- 2020 - Ebbe Skovdahl, calciatore e allenatore di calcio danese (n. 1945)
- 2020 - Jerry Jeff Walker, cantautore e chitarrista statunitense (n. 1942)
- 2021 - Marcel Bluwal, regista e sceneggiatore francese (n. 1925)
- 2021 - Fabrizio Calvi, giornalista e saggista francese (n. 1954)
- 2021 - Grazia Negrini, attivista italiana (n. 1944)
- 2021 - Massimo Pradella, direttore d'orchestra e violinista italiano (n. 1924)
- 2021 - Aleksandr Rogožkin, regista russo (n. 1949)
- 2021 - Michael Rutter, psichiatra inglese (n. 1933)
- 2022 - Michael Kopsa, attore e doppiatore canadese (n. 1956)
- 2022 - Libor Pešek, direttore d'orchestra ceco (n. 1933)
- 2022 - Girolamo de Liguori, filosofo e storico della scienza italiano (n. 1933)
- 2023 - Tasha Butts, cestista e allenatrice di pallacanestro statunitense (n. 1982)
- 2023 - Bernard Morel, schermidore francese (n. 1925)
- 2023 - Bob Perry, tennista statunitense (n. 1933)
- 2024 - Hama Amadou, politico nigerino (n. 1950)
- 2024 - Antonio Cicero, filosofo, paroliere e poeta brasiliano (n. 1945)
- 2024 - Geoff Capes, pesista, atleta di forza e personaggio televisivo britannico (n. 1949)
- 2024 - Leon Cooper, fisico statunitense (n. 1930)
- 2024 - Jack Jones, cantante e attore statunitense (n. 1938)
- 2024 - Alberto Ponis, architetto italiano (n. 1933)
- 2024 - Joe Stork, attivista statunitense (n. 1943)
- 2024 - Gabriele Wittek, veggente, scrittrice e saggista tedesca (n. 1933)